# مسجد أبي بن كعب
مسجد أبي بن كعب يقع شرق المسجد النبوي بالقرب من البقيع، وهو على يمين الخارج من درب البقيع (درب الجمعة)، وهو الموقع الذي غربي مشهد عقيل بن أبي طالب وأمهات المؤمنين، وبه أسطوانة قائمة، ويقال أن الرسول صلى الله علية وسلم صلى أحد الأعياد فية بالبقيع، وهو اطم مشعط، ولقد صلى الرسول صلى الله علية وسلم أكثر من مرتين، وكذلك في موقعة دعاء الرسول صلى الله علية وسلم لأهل البقيع واستغفر لهم، ولقد أزيل، وهو الآن داخل سور البقيع.